# Síndrome de Leigh
El síndrome de Leigh (también llamado enfermedad de Leigh, encefalomiopatía necrotizante infantil subaguda, encefalomiopatía necrotizante juvenil subaguda o simplemente encefalomiopatía necrotizante subaguda) (LS o SNEM, en inglés) es una enfermedad neurodegenerativa neurometabólica progresiva, muy poco frecuente, heredada y de inicio temprano. Consiste en una neuropatología característica con lesiones focales bilaterales en una o más áreas del sistema nervioso central, que incluyen el tronco del encéfalo, el tálamo, los ganglios basales, el cerebelo y la médula espinal. Las lesiones son zonas de desmielinización, gliosis, necrosis, espongiosis o de proliferación de capilares. Los síntomas dependen de cuales son las áreas del sistema nervioso central que se encuentran afectadas. La causa subyacente más común es un defecto en la fosforilación oxidativa. Su nombre honra la memoria de Archibald Denis Leigh, el neuropsiquiatra describió por vez primera este padecimiento en 1951.

## Causas

El Síndrome de Leigh se transmite con un patrón autosómico recesivo

El síndrome de Leigh puede ser consecuencia de una deficiencia de cualquiera de los complejos mitocondriales de la cadena de transporte de electrones: deficiencia del complejo I, deficiencia del complejo II, deficiencia del complejo III, deficiencia del complejo IV, deficiencia del complejo V. Como puede ser consecuencia de deficiencia de coenzima Q o del complejo piruvato deshidrogenasa.
Se considera que en un 30 % a 40 % de los casos, estas deficiencias o disfunciones se deben a mutaciones en el ADN mitocondrial (ADNm). Aproximadamente del 10 % al 20 % de los individuos con el síndrome de Leigh, portan la mutación T8993G o T8993C en el gen MT-ATP6. Aproximadamente del 10 al 20 por ciento presentan mutaciones en otros genes del ADNm.

### Síndrome de Leigh debido a deficiencia del Complejo I
En 1996, Morris y su equipo de colaboradores describieron a la deficiencia del Complejo I como una importante causa del síndrome de Leigh. Identificada en 7 de los 25 pacientes del estudio, era la segunda anomalía bioquímica más común, después de la deficiencia del complejo IV.
En 1998, Loeffen y su grupo describieron las primeras mutaciones en un componente del complejo I codificado por el núcleo, NDUFS8, en un paciente con síndrome de Leigh que murió a las 11 semanas de vida. En 2 hermanos varones con el síndrome de Leigh confirmado post mortem, Smeitink y van den Heuvel identificaron una mutación en el gen nuclear NDUFS7, el cual codifica para una subunidad del complejo I.

## Síntomas
Los síntomas del síndrome de Leigh varían mucho de persona a persona. Aunque se han documentado casos de personas con síndrome de Leigh con hallazgos neurológicos casi normales, estos casos son muy raros. La mayoría de los pacientes se presentan con problemas del sistema nervioso central y alteraciones del sistema nervioso periférico, sin problemas en otros órganos. Los siguientes hallazgos neurológicos pueden estar presentes en pacientes con síndrome de Leigh:
- Anormalidades en el sistema nervioso central
- Retraso en el desarrollo o regresión
- Movimientos anormales de los ojos (nistagmo)
- Debilidad de los músculos que controlan el movimiento del ojo
- Atrofia óptica
- Problemas para coordinar los movimientos (ataxia)
- Dificultades en la alimentación (disfagia)
- Retinitis pigmentosa
- Parálisis de los nervios craneales
- Debilidad
- Tono muscular pobre (hipotonía))
- Contracciones musculares involuntarias (distonía))
- Anomalías respiratorias
- Sordera
- Alteraciones del sistema nervioso periférico
- Polineuropatía
- Miopatía.

Aunque el síndrome de Leigh por lo general sólo causa alteraciones neurológicas, hay pacientes que también tienen alteraciones en otros órganos. También hay algunos pacientes que tienen alteraciones en otros órganos y muy pocas alteraciones neurológicas. Algunas de las anormalidades no neurológicas del síndrome de Leigh son:
- Características físicas distintas
- Alteraciones hormonales (estatura corta o tener mucho pelo (hipertricosis)
- Músculo del corazón aumentado de tamaño (miocardiopatía hipertrófica)
- Diarrea.

## Tratamiento
El tratamiento del síndrome de Leigh se dirige a los síntomas específicos presentes en cada persona. Puede incluir el uso de bicarbonato de sodio o citrato de sodio para el manejo de la acidosis láctica o el uso de medicamentos anti-convulsivos para las convulsiones, así como el tratamiento de la distonía y miocardiopatía, y de los problemas nutricionales.
La progresión y los nuevos síntomas deben controlarse regularmente (generalmente cada 6-12 meses). Se recomiendan las evaluaciones con un neurólogo, oftalmólogo, audiólogo y cardiólogo.
Debido a que la anestesia puede potencialmente agravar los síntomas respiratorios y provocar insuficiencia respiratoria, se debe considerar cuidadosamente su uso y monitorear de cerca antes, durante y después de su uso.
Es posible un tratamiento específico para 3 tipos del "síndrome similar a Leigh” que se heredan forma autosómica recesiva, la enfermedad de los ganglios basales sensible a biotina-tiamina (BTBGD), la deficiencia de biotinidasa y la deficiencia de coenzima Q10 causada por la mutación en el gen PDSS2:
- La enfermedad de los ganglios basales se puede tratar administrándose la biotina (5–10 mg / kg / día) y la tiamina (en dosis que oscilan entre 300 y 900 mg) por vía oral lo antes posible en el curso de la enfermedad y de forma continuada durante toda la vida.
- La deficiencia de biotinidasa (BTD) mejora cuando se tratan con 5–10 mg de biotina oral por día de forma continuada durante toda la vida en todas las personas con deficiencia profunda de biotinidasa.
- La deficiencia de biosíntesis de coenzima Q10 se trata con coenzima Q10 oral (10–30 mg / kg / día en niños y 1200–3000 mg / día en adultos) que debe iniciarse lo antes posible en el curso de la enfermedad y continuarse durante toda la vida.

Algunos casos se han tratado a través de una donación de un fragmento de mitocondria proveniente de una mujer saludable (sin el síndrome), que se inserta en el óvulo de la madre que sí lo padece.